# Janina Mally

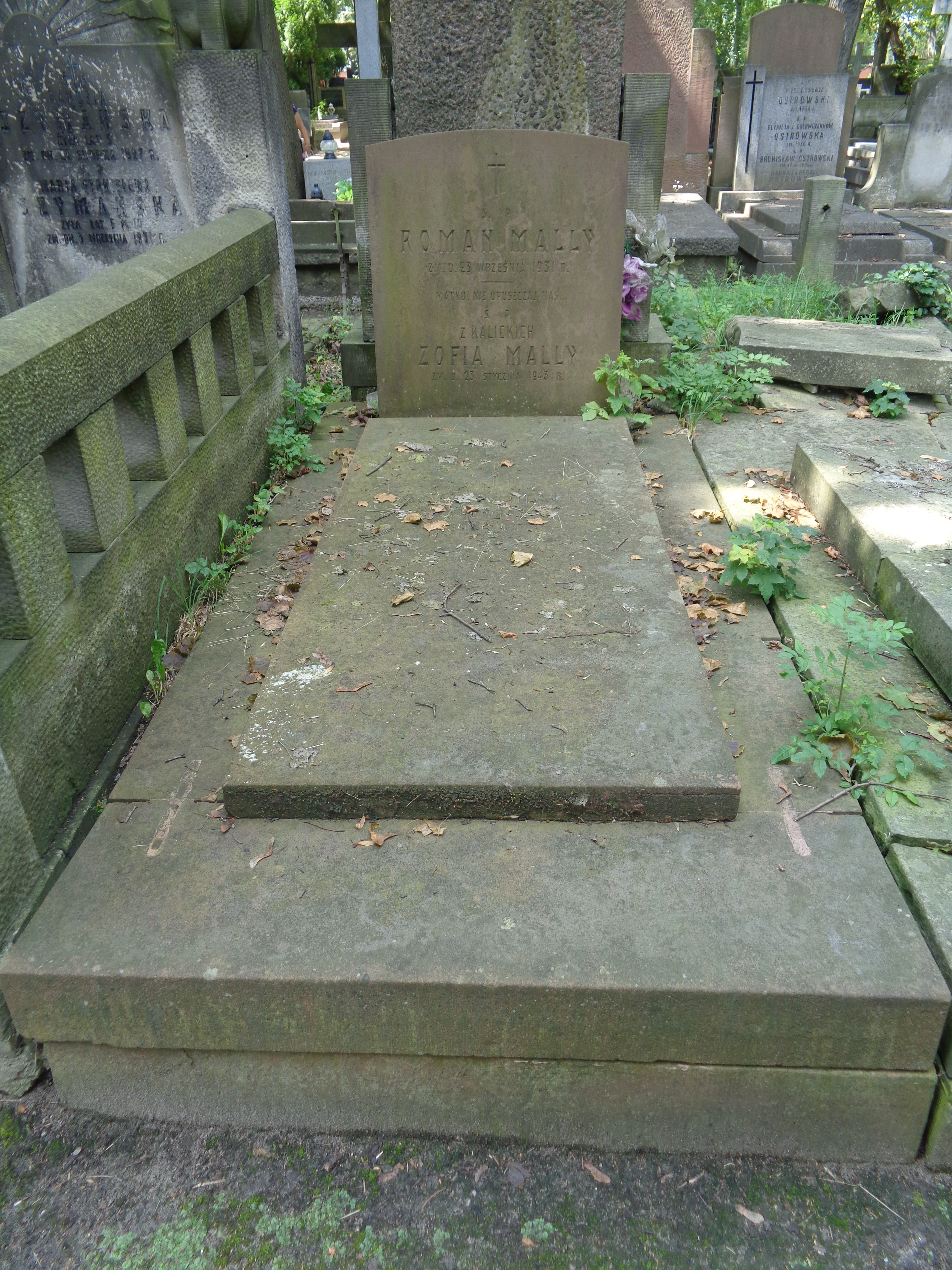
Grób Janiny Mally na cmentarzu Powązkowskim

Janina Mally (ur. 22 lipca 1897 w Warszawie, zm. 12 października 1975 tamże) – nauczycielka, dyrektorka Gimnazjum im. Unii Lubelskiej w Lublinie, organizatorka tajnego nauczania w Lublinie podczas II wojny światowej, w latach 1942–1944 kierująca tajnym szkolnictwem stopnia średniego w okręgu lubelskim. 
Absolwentka Wydziału Filozoficznego Uniwersytetu Warszawskiego, ze specjalnością w zakresie filologii polskiej, historii i łaciny (studia rozpoczęła na Wydziale Filozoficznym Uniwersytetu Moskiewskiego, gdzie w latach 1915–1918 przebywała jej rodzina). 
Uzyskawszy uprawnienia do nauczania w szkołach średnich, pracowała jako nauczycielka w dwóch prywatnych warszawskich szkołach żeńskich. Następnie, w roku 1937, została przełożoną żeńskiego Gimnazjum im. Unii Lubelskiej w Lublinie. W czasie okupacji niemieckiej organizowała i prowadziła tajne nauczanie na terenie Lublina, a od roku 1942 kierowała szkolnictwem średnim w całym okręgu lubelskim. Po wojnie z początku nadal była dyrektorką „Unii”, organizując na nowo pracę szkoły, lecz w 1948 roku została usunięta ze stanowiska z zakazem podejmowania pracy w okręgu lubelskim. Przez następne dwa lata uczyła w szkole w Warszawie. Następnie, w roku 1950, dołączyła do zespołu prof. Witolda Doroszewskiego, prowadzącego pracę nad słownikiem języka polskiego. 
W roku 1968 została odznaczona Krzyżem Kawalerskim Orderu Odrodzenia Polski. 
Została pochowana na cmentarzu Powązkowskim 151-3-31. 